# CinemaScope

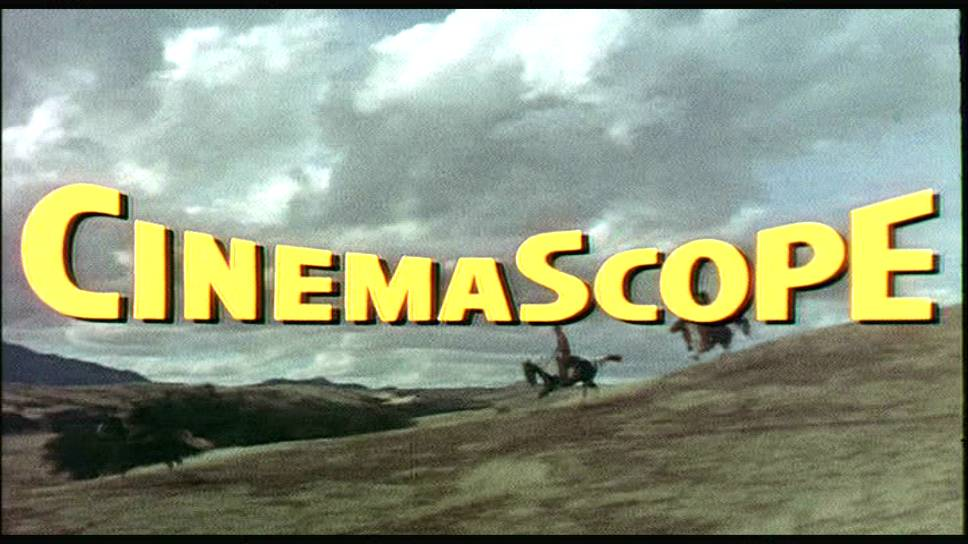
Formato Cinemascope (dal trailer di La lancia che uccide)

Per CinemaScope si intende un sistema di ripresa cinematografica, basato su lenti anamorfiche, utilizzato dal 1953 al 1967. Sebbene tale sistema abbia dato inizio ai moderni formati cinematografici, il CinemaScope è stato rapidamente reso obsoleto dalle evoluzioni tecniche, in particolar modo da formati derivati da quelli della Panavision.
Il CinemaScope consiste nel deformare le immagini durante le riprese, per poi disanamorfizzarle in proiezione al fine di ottenere fotogrammi a largo campo visivo (2,39:1), con un conseguente gradevole effetto. Tale sistema fu brevettato negli anni cinquanta dalla 20th Century Fox e utilizzato per la prima volta nel film La tunica (1953).
Il motivo del successo di tale procedimento è che non andava a intaccare in modo significativo né le macchine da presa né i proiettori esistenti nelle sale, se non per il cambio delle lenti e di qualche piccola modifica: in tal modo ci fu l'approvazione dei circuiti di distribuzione che non vedevano di buon occhio spese elevate per la modernizzazione delle sale.
Alcuni film all'inizio furono girati in anamorfico 2.59:1 poi ridotto ad un più gestibile 2.39:1.
In seguito nacquero alcuni sistemi analoghi al CinemaScope, ma differenti per grado di anamorfizzazione, tra i quali vi erano il Videoscope, il Techniscope, il Dialyscope, il Gaumonscope, il Cinepanoramic, l'Ultrascope, il Totalscope, il SuperScope conosciuto anche come RKO Pictures-Scope e molti altri, che ebbero tuttavia poca fortuna.
I film girati con i vari sistemi anamorfici erano tutti in 35 mm. Poi venne ideato il SuperCinemaScope o Cinemascope 55, che utilizzava una pellicola cinematografica da 55 mm, ma questo metodo non è più usato.
Oggigiorno, il CinemaScope continua ad avere un rapporto di proiezione di 2,39:1 anamorfizzato.